# ولادیمیر زوبکوف
ولادیمیر آناتولیویچ زوبکوف (روسی: Владимир Анатольевич Зубков؛ زادهٔ ۳۰ آوریل ۱۹۴۸ ) کشتی‌گیر فرنگی کار اهل روسیه است. وی در سال‌های ۱۹۷۱ و ۱۹۷۳–۱۹۷۵ عنوان قهرمانی سبک‌وزن جهان را بدست آورد و در سال ۱۹۷۰ در جایگاه دوم قرار گرفت. وی در بازی‌های المپیک تابستانی ۱۹۷۲ شرکت کرد. زوبکوف پس از بازنشستگی به عنوان مربی کشتی کار کرد و در حال حاضر مربی تیم ملی اتریش است.
وی در مسابقات کشوری و بین‌المللی در مجموع برندهٔ ۴ مدال طلا، ۱ مدال نقره شده‌است.